# Bebryce thomsoni
Bebryce thomsoni är en korallart som beskrevs av Nutting 1910. Bebryce thomsoni ingår i släktet Bebryce och familjen Plexauridae. Inga underarter finns listade i Catalogue of Life.